# Thecla lutzi
Thecla lutzi är en fjärilsart som beskrevs av Huntington 1932. Thecla lutzi ingår i släktet Thecla och familjen juvelvingar. Inga underarter finns listade i Catalogue of Life.